# Freeganism

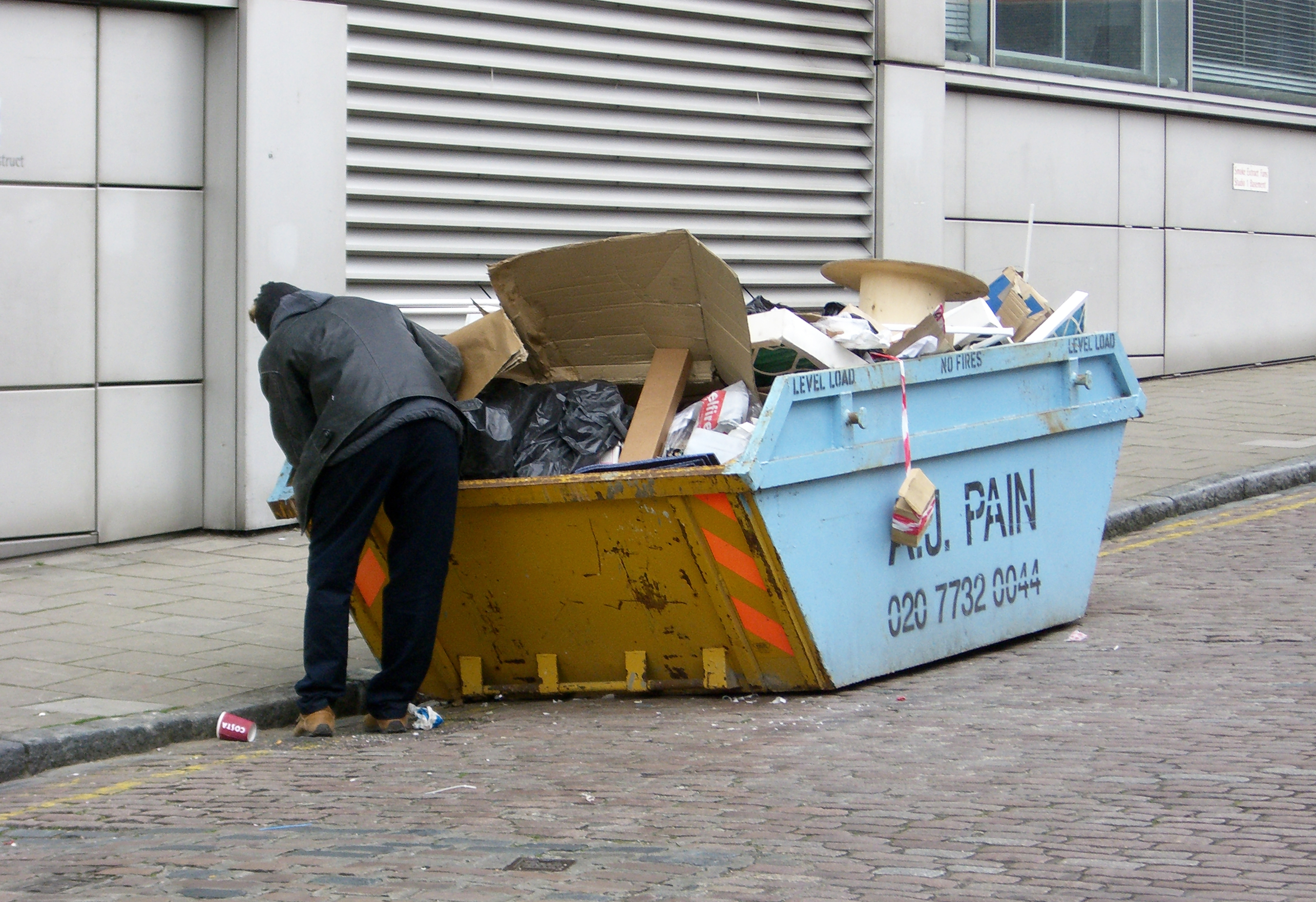
Culesul de lucruri care mai pot fi încă folosite/consumate din container de gunoi

Freeganismul este un stil de viață alternativ, anticonsumist, caracterizat prin participare limitată la economia convențională și consum minim de resurse naturale.
Freeganienii consideră că ceea ce este important în viață sunt "comunitatea, generozitatea, îngrijire socială, liberatatea, cooperarea și împărțitul cu alții în opoziție față de o societate bazată pe materialism, apatie morală, competiție, conformitate și lăcomie." Acest stil de viață înseamnă, printre altele, luatul produselor alimentare încă comestibile aruncate la gunoi de supermarketuri. Unii freeganieni iau aceste produse nu neapărat pentrru că sunt săraci, ci ca formă de protest politic.
Cuvântul "freegan" este un cuvânt telescopat compus din "free" ("liber" în engleză) și "vegan". Freeganismul a început la mijlocul anilor 1990, ca rezultat al mișcărilor antiglobale și ecologiste. Grupuri precum "Food Not Bombs" ("mâncare, nu bombe") serveau mâncare vegetariană care era luată din coșurile de gunoi ale supermarketurilor. Mișcarea are în ea și elemente din "Diggers", un grup anarhist de teatru de stradă din cartierul Haight-Ashbury din San Francisco din anii 1960, care împărțea mâncare luată de la gunoi.

## Locuințe
Similar ideii că oamenii nu au de ce să sufere de foame când sunt atâtea produse alimentare comestibile care sunt aruncate la gunoi zi de zi, este și idea că nu trebuie să existe oameni fără adăpost când sunt clădiri nefolosite, lucru prevăzut în conceptul legal Uti possidetis. A avea un adăpost este văzut de către freeganieni ca un drept natural, și nu ca un privilegiu. De aceea, unii freeganieni ocupă ilegal locuințe nefolosite.

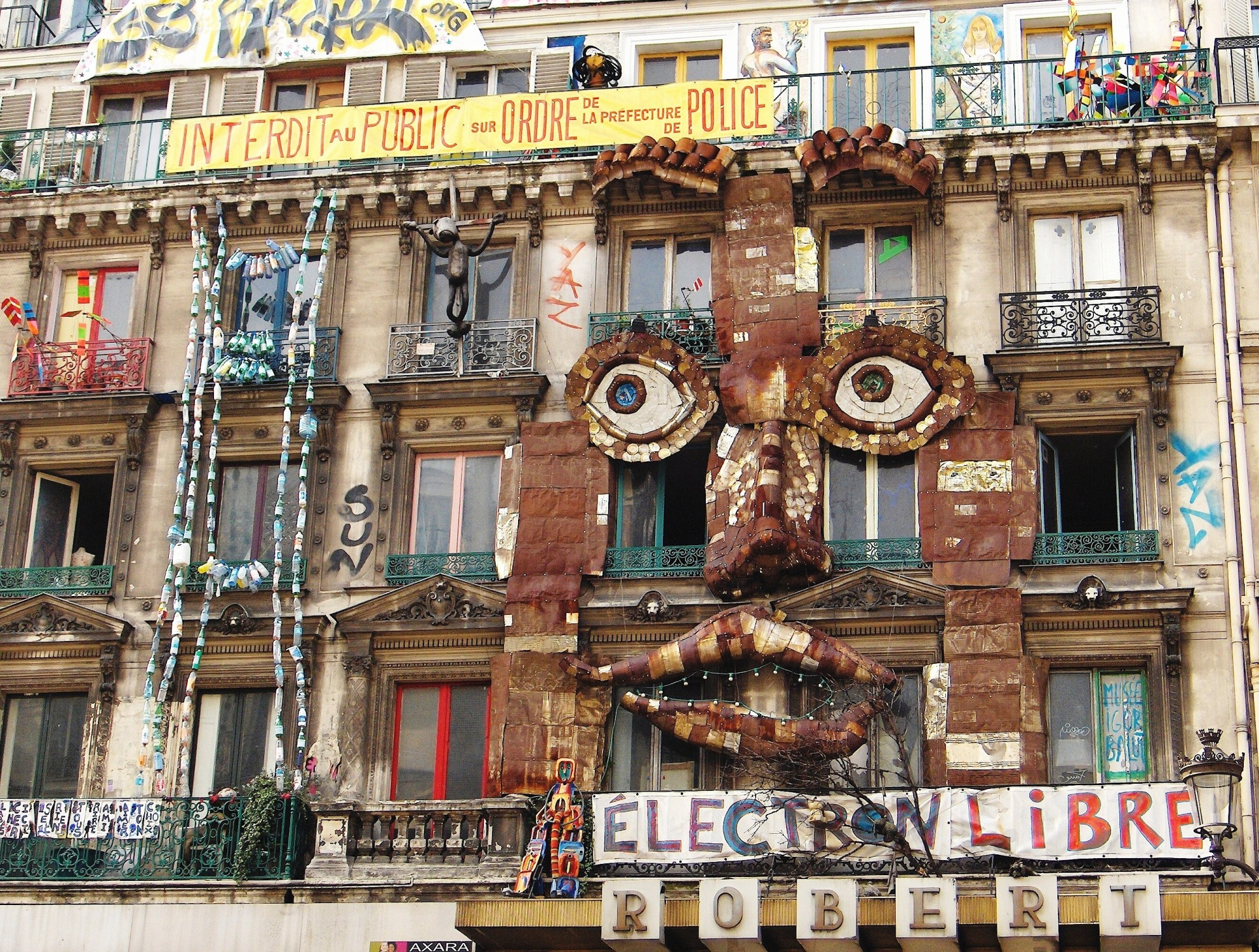
Clădire nefolosită, ocupată la Paris

## Lucrat mai puțin
Lucratul mai puțin este un alt concept care caracterizează freeganismul. Freeganienii se opun noțiunii de a lucra mai mult doar pentru a putea cumpăra mai multe lucruri. Necesitatea de a lucra este redusă doar la cumpăratul strictului necesar, precum locuință, haine și mâncare. Lucratul este văzut ca sacrificarea timpului valoros pentru a "fi comandat de altcineva, stres, plictiseală, monotonie, și în multe cazuri riscul de a-și sacrifica sănătatea fizică și psihologică.”. Acest timp ar trebui folosit împreună cu familia, pentru activități de muncă voluntară, sau participare activă pentru cauzele în care crezi.

## Veganism
Freeganienii sunt deseori veganiști, ceea ce înseamnă că evită mâncatul cărnii, a produselor lactare sau ouălor, și nu folosesc blană, piele, lână, puf și produse cosmetice sau chimice care au fost testate pe animale.

## Relația cu veganismul
Freeganienii cred că cu toate că un produs este vegan, acest lucru nu este o garanție că:
- Muncitorii nu au fost exploatați din punct de vedere economic când au manufacturat produsul;
- Nu au fost folosite pesticide;
- Resurse care nu pot fi reînnoite sau resurse radioactive (de ex. petrol, cărbune, energie nucleară) nu au fost folosite în producere, energie sau transport;
- păduri tropicale nu au fost tăiată pentru a genera loc pentru plantații;
- Animale sălbatice nu au fost incomodate în producție;
- Nu s-a folosit împachetare risipitoare.